# Saulx-Marchais
Saulx-Marchais ist eine französische Gemeinde mit 956 Einwohnern (Stand: 1. Januar 2022) im Département Yvelines in der Region Île-de-France. Sie gehört zum Arrondissement Rambouillet und zum Kanton Aubergenville (bis 2015: Kanton Montfort-l’Amaury). Die Einwohner werden Marcasalucéens genannt.

## Geographie
Saulx-Marchais befindet sich etwa 36 Kilometer westlich von Paris. Umgeben wird Saulx-Marchais von den Nachbargemeinden Marcq im Norden und Nordwesten, Beynes im Osten und Nordosten, Vicq im Süden sowie Auteuil im Westen.

## Bevölkerungsentwicklung
| Jahr                      | 1962 | 1968 | 1975 | 1982 | 1990 | 1999 | 2006 | 2013 |
| Einwohner                 | 261  | 300  | 346  | 402  | 506  | 600  | 784  | 915  |
| Quelle: Cassini und INSEE |      |      |      |      |      |      |      |      |

## Sehenswürdigkeiten
Siehe auch: Liste der Monuments historiques in Saulx-Marchais
- Kirche Saint-Pierre-Saint-Paul, 1718 erbaut, seit 1999 Monument historique

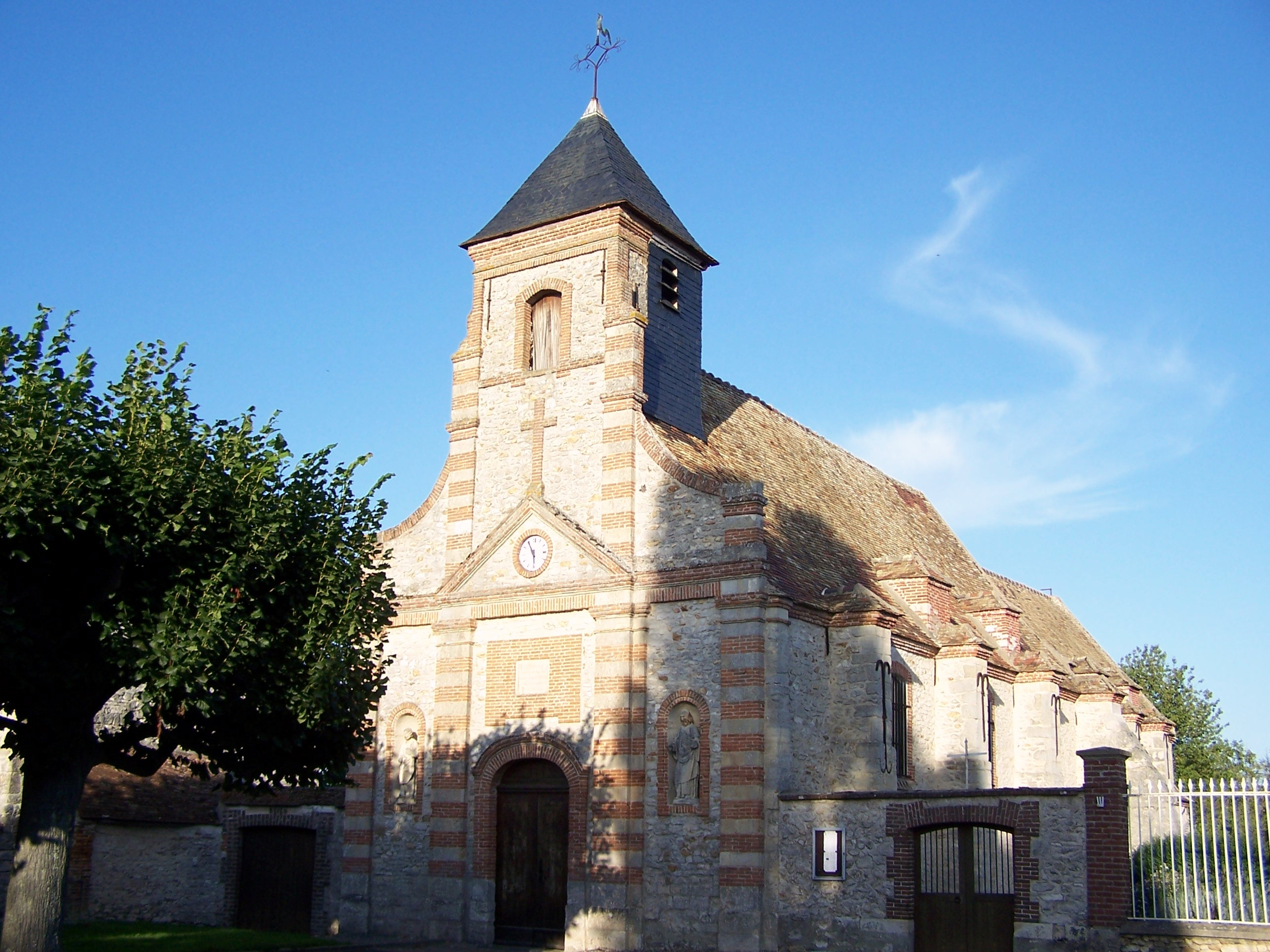
Kirche Saint-Pierre-Saint-Paul